# ميليسا أرنوت
ميليسا أرنوت (بالإنجليزية: Melissa Arnot)‏ هي متسلقة جبال أمريكية، ولدت في 18 ديسمبر 1983.